# Чемпіонат світу з біатлону 2012 — змішана естафета
Перший комплект нагород на Чемпіонаті світу з біатлону у німецькому Рупольдінгу був традиційно розіграний у змішаній естафеті. Змагання пройшли о 15:30 за місцевим часом 1 березня 2012 року.
Результати змішаної естафети виявилися несподіваними. Першими фінішну стрічку перетнули словенці, другими з відставанням у 8 секунд норвежці. Але на стрільбі стоячи в Уле-Ейнара Б'єрндалена установка спрацювала неправильно: у мішень було влучено, але вона не закрилася. Провівши обрахунки, який час Б'єрндален затратив на цю мішень і штрафне коло, від часу Норвегії відняли 28 сек. Таким чином Норвегія вдруге поспіль стала чемпіоном світу у змішаній естафеті. Уле-Ейнар Б'єрндален отримав своє 18 золоото в кар'єрі, а Сіннове Солемдаль вперше виграла медаль чемпіонату світу і одразу ж золото. Словенці сенсаційно другі, а господарі чемпіонату німці — треті. Франція, яка першу половину гонку була лідером, вперше в своїй історії опинилася за ТОП-10 через штрафне коло Сімона Фуркада. Збірна Австрії була оштрафована на шість хвилин за те, що Крістоф Зуманн, допустивши один промах, не використав жодного додаткового патрона і побіг на штрафне коло, тому судді присудили по дві хвилини за кожен забутий ним додатковий патрон. Залік змішаних естафет сезону 2011-12 у підсумку за трьома гонками виграла Росія.

## Результати
| Місце | Біб | Команда                                                                          | Час                                       | Штрафні кола і додаткові патрони (P+S)  | Відставання |
| ----- | --- | -------------------------------------------------------------------------------- | ----------------------------------------- | --------------------------------------- | ----------- |
| 1     | 20  | Норвегія Тура Бергер Сіннове Солемдаль Уле-Ейнар Б'єрндален Еміль Хегле Свендсен | 1:12:29.3 16:29.1 17:42.8 19:38.5 18:38.9 | 0+3 0+7 0+0 0+0 0+1 0+3 0+2 0+2 0+0 0+2 | 0.0 !       |
| 2     | 19  | Словенія Андреа Малі Тея Грегорін Клемен Бауер Яков Фак                          | 1:12:49.5 18:04.2 16:58.1 19:04.4 18:42.8 | 0+5 0+2 0+1 0+0 0+3 0+2 0+0 0+0         | +20.2       |
| 3     | 4   | Німеччина Андреа Генкель Магдалена Нойнер Андреас Бірнбахер Арнд Пайффер         | 1:13:02.1 17:43.8 16:46.6 18:37.6 19:54.1 | 0+4 1+6 0+2 0+1 0+1 0+2 0+0 0+0 0+1 1+3 | +32.8       |
| 4     | 7   | Швеція Анна Марія Нільссон Гелена Екгольм Б'єрн Феррі Фредрик Ліндстрем          | 1:13:29.3 18:26.3 16:36.7 19:20.1 19:06.2 | 0+4 0+5 0+1 0+2 0+0 0+0 0+2 0+1 0+1 0+2 | +1:00.0     |
| 5     | 2   | Росія Вілухіна Ольга Зайцева Ольга Малишко Дмитро Шипулін Антон                  | 1:13:57.0 17:51.2 17:11.2 19:16.5 19:38.1 | 0+2 0+3 0+0 0+0 0+0 0+2 0+1 0+1 0+1 0+0 | +1:27.7     |
| 6     | 10  | Білорусь Надія Скардіно Домрачова Дарія Новиков Сергій Євген Абраменко           | 1:14:22.2 18:04.6 17:03.5 19:15.3 19:58.8 | 0+3 0+4 0+0 0+1 0+2 0+2 0+0 0+0 0+1 0+1 | +1:52.9     |
| 7     | 6   | Словаччина Яна Герекова Анастасія Кузьміна Матей Казар Душан Сімочко             | 1:14:25.6 17:32.7 17:24.0 19:47.5 19:41.4 | 0+6 0+4 0+0 0+2 0+2 0+1 0+3 0+1 0+1 0+0 | +1:56.3     |
| 8     | 5   | Чехія Вероніка Віткова Барбора Томешова Ондрей Моравець Міхал Шлезінгр           | 1:14:25.7 17:38.7 17:47.4 19:44.9 19:14.7 | 0+8 0+6 0+2 0+1 0+2 0+0 0+3 0+3 0+1 0+2 | +1:56.4     |
| 9     | 8   | Італія Мікела Понца Катя Халлер Маркус Віндіш Лукас Гофер                        | 1:14:26.4 17:58.0 17:54.5 19:45.4 18:48.5 | 0+6 0+2 0+1 0+0 0+3 0+2 0+1 0+0         | +1:57.1     |
| 10    | 22  | Швейцарія Еліза Гаспарін Селіна Гаспарін Беньямін Веґер Сімон Халленбартер       | 1:14:54.9 18:15.9 17:39.3 19:42.6 19:17.1 | 0+6 0+5 0+1 0+1 0+1 0+2 0+2 0+2 0+2 0+0 | +2:25.6     |
| 11    | 1   | Франція Марі-Лор Брюне Марі Абер Сімон Фуркад Мартен Фуркад                      | 1:15:06.9 17:22.2 17:01.0 21:15.9 19:27.8 | 0+5 1+7 0+0 0+1 0+0 0+0 0+3 1+3 0+2 0+3 | +2:37.6     |
| 12    | 9   | США Сара Студебакер Сюзан Данклі Тім Берк Ловелл Бейлі                           | 1:15:08.7 19:00.2 17:30.4 19:25.6 19:12.5 | 0+2 1+7 0+0 1+3 0+1 0+2 0+0 0+0         | +2:39.4     |
| 13    | 13  | Польща Христина Палка Вероніка Новаковська-Земняк Томаш Сікора Кшиштоф Плівачік  | 1:15:19.6 18:04.2 17:46.2 19:35.4 19:53.8 | 0+0 0+6 0+0 0+3 0+0 0+2 0+0 0+0 0+0 0+1 | +2:50.3     |
| 14    | 3   | Україна Бурдига Наталія Віта Семренко Андрій Дериземля Сергій Семенов            | 1:15:45.8 18:04.1 18:22.1 19:34.5 19:45.1 | 1+8 0+4 0+1 0+1 1+3 0+0 0+2 0+1 0+2 0+2 | +3:16.5     |
| 15    | 14  | Естонія Кадрі Легтла Евелі Сауе Індрек Тобрелутс Роланд Лессінг                  | 1:16:10.6 18:04.5 18:26.8 20:16.7 19:22.6 | 0+2 2+7 0+1 0+2 0+0 2+3 0+0 0+0         | +3:41.3     |
| 16    | 11  | Фінляндія Кайса Мякяряйнен Марі Лауканен Ахті Тойванен Ярко Кауппінен            | 1:16:31.8 17:38.5 18:50.1 19:25.8 20:37.4 | 1+5 1+8 0+2 0+2 1+3 0+2 0+0 0+1 0+0 1+3 | +4:02.5     |
| 17    | 15  | Японія Судзукі Фуюко Овада Іцука Іномата Кадзуя Наґаї Дзюндзі                    | 1:16:52.4 18:22.5 18:21.8 20:11.7 19:56.4 | 0+7 0+3 0+1 0+3 0+3 0+0 0+2 0+0 0+1 0+0 | +4:23.1     |
| 18    | 18  | Канада Меган Імрі Зіна Кочер Жан-Філіпп Леґеллек Нейтен Сміт                     | 1:17:35.8 18:57.4 19:35.3 19:20.0 19:43.1 | 0+4 3+8 0+2 0+2 0+0 3+3 0+0 0+1 0+2 0+2 | +5:06.5     |
| 19    | 24  | Румунія Ева Тофалві Люмініта Пішкоран Стефан Гаврила Лайрентію Ваману            | 1:18:32.4 17:45.0 18:00.7 21:09.7 21:37.0 | 0+3 1+8 0+0 0+1 0+0 0+2 0+2 1+3 0+1 0+2 | +6:03.1     |
| 20    | 23  | Казахстан Дарія Усанова Хрустальова Олена Ян Савицький Александр Червінков       | 1:18:36.1 19:15.0 18:25.6 19:51.1 21:04.4 | 0+8 0+6 0+3 0+1 0+0 0+0 0+2 0+2 0+3 0+3 | +6:06.8     |
| 21    | 21  | Австрія Іріс Вальдгубер Рамона Дюрінгер Фрідріх Пінтер Крістоф Зуманн            | 1:23:38.1 24:47.6 19:14.9 20:15.9 19:19.7 | 1+5 0+4 0+0 0+1 0+2 0+1 0+3 0+2 1+0 0+0 | +11:08.8    |
| (22)  | 12  | Болгарія Емілія Йорданова Ніна Кленовська Кразімір Анєв Міхал Клетчеров          | LAP 20:09.1 18:47.8 20:33.6               | 1+5 1+8 1+3 0+3 0+2 0+0 0+0 1+3 0+0 0+2 |             |
| (23)  | 26  | Латвія Жанна Юскане Байба Бендіка Артурс Колесніковс Роландс Пузуліс             | LAP 19:37.7 19:48.8 20:45.5               | 0+3 0+5 0+1 0+3 0+1 0+0 0+1 0+2 0+0 0+0 |             |
| (24)  | 25  | Велика Британія Аманда Лайтфут Адель Вокер Лі-Стів Джексон Піт Беєр              | LAP 18:43.8 20:30.2 20:47.8               | 0+8 2+11 0+1 0+2 0+3 2+3 0+2 0+3        |             |
| (25)  | 16  | Литва Наталія Кочергіна Альна Сабаляускіне Томас Каукенас Кароліс Златкаускас    | LAP 20:22.8 21:06.5 19:57.7               | 1+7 0+6 1+3 0+3 0+2 0+0 0+1 0+1 0+1 0+2 |             |
| (26)  | 17  | КНР Тан Цзялінь Сун Чаоцін Жень Лун Чень Хайбінь                                 | LAP 19:58.9 20:30.2 22:18.9               | 4+8 1+4 0+1 1+3 2+3 0+0 0+1 0+1         |             |
| —     | 27  | Південна Корея Кім Сонсу Мун Джіхі Чон Джеок Лі Інбок                            | DNF 19:51.5                               | 0+3 0+1                                 |             |